# Zaire
Zaire, tên gọi chính thức là Cộng hòa Zaire (tiếng Pháp: Zaïre; từ tiếng Bồ Đào Nha: Zaire, thực ra là sự phát âm sai từ chữ Kongo nzere hay nzadi, hoặc "dòng sông nuốt mọi dòng sông") là tên của Cộng hòa Dân chủ Congo từ 27 tháng 10 năm 1971 tới 17 tháng 5 năm 1997, và vẫn còn thường dùng một cách không chính thức để chỉ quốc gia này. Bài viết này nói về chính thể đã giải tán.
Các cuộc nổi loạn của phiến quân gây nhiều ảnh hưởng tệ hại cho chính phủ đến năm 1965, khi Trung tướng Joseph-Désiré Mobutu, khi đó là tổng tư lệnh quân đội quốc gia, nắm quyền lãnh đạo đất nước và tự tuyên bố làm tổng thống trong 5 năm. Mobutu nhanh chóng củng cố quyền lực của ông và đã tái đắc cử mà không có phản đối để tiếp tục làm tổng thống trong năm 1970.
Đến năm 1996, sức ép từ chiến tranh và diệt chủng ở nước láng giềng Rwanda lan ra khắp Zaire. Lực lượng dân quân Hutu của Rwanda, những người đã bỏ chạy khỏi Rwanda sau khi chính phủ do RPF thành lập lên nắm chính quyền, đã sử dụng những trại tị nạn ở miền đông Zaire làm căn cứ để tấn công Rwanda. Những dân quân Hutu này sau đó đã đồng minh với quân vũ trang Zaire (FAZ), lên một chiến dịch chống lại dân tộc Tutsi của Congo ở đông Zaire. Ngược lại, những người Tutsi này hình thành lực lượng dân quân để tự bảo vệ mình. Khi chính phủ Zaire bắt đầu leo thang diệt chủng vào tháng 11 năm 1996, những dân quân Tutsi bắt đầu trở thành quân phản loạn chống lại Mobutu, bắt đầu cho Chiến tranh Congo lần thứ nhất.
Nhiều nhóm chống đối đã gia nhập dân quân Tutsi và được vài nước ủng hộ, trong đó có Rwanda và Uganda. Liên minh này, do Laurent-Desire Kabila dẫn đầu, còn được gọi là Liên minh các Lực lượng Dân chủ Giải phóng Congo-Zaïre (AFDL). AFDL, giờ bắt đầu tìm kiếm mục tiêu khác lớn hơn là phế truất Mobutu, đã leo thang chiến tranh vào đầu năm 1997. Sau những cuộc thương thuyết hòa bình không thành công giữa Mobutu và Kabila, vào tháng 5 năm 1997, Mobutu chạy trốn khỏi đất nước, và Kabila hành quân vào Kinshasa vào 20 tháng 5 mà không gặp phải sự phản kháng nào. Kabila tự xưng là tổng thống, củng cố quyền lực xoay quanh ông ta và AFDL, và đổi tên quốc gia thành Cộng hòa Dân chủ Congo.

## Lịch sử

### Mobutu
Năm 1965, giống như cả thập niên 60, có sự chia rẽ lớn về quyền lực ở Congo-Léopoldville (thuộc địa cũ của Bỉ) giữa Tổng thống và Quốc hội đã dẫn đến bế tắc chính trị và đe dọa sự ổn định của đất nước. Joseph-Désiré Mobutu  một lần nữa nắm quyền lực  .Tuy nhiên, không giống như lần đầu tiên, Mobutu đảm nhận chức tổng thống, thay vì chỉ kiểm soát ở hậu trường. Từ năm 1965, Mobutu thống trị đời sống chính trị của đất nước, tái cấu trúc nhà nước nhiều lần và tuyên bố danh hiệu "Cha đẻ của quốc gia".
Theo chính sách xác thực đầu những năm 1970, người Zairians có nghĩa vụ phải áp dụng tên "xác thực", Mobutu đã bỏ tên Joseph-Désiré và chính thức đổi tên thành Mobutu Sese Seko Kuku Ngbendu Wa Za Banga, hay phổ biến hơn là Mobutu Sésé Seko, có nghĩa là "chiến binh chinh phục tất cả, người đi từ chiến thắng đến chiến thắng".
Để biện minh về việc chiếm đoạt quyền lực năm 1965 của mình, Mobutu sau đó đã tóm tắt tình hình của Đệ nhất Cộng hòa là "hỗn loạn, rối loạn trong tay những kẻ cẩu thả và bất tài". Từ chối di sản của Đệ nhất Cộng hòa đã vượt xa những lời hùng biện. Trong hai năm đầu tiên tồn tại, chế độ mới chuyển sang các nhiệm vụ cấp bách là tái thiết và củng cố chính trị. Tạo ra một cơ sở mới về tính hợp pháp cho nhà nước, dưới hình thức một đảng duy nhất, tiếp theo theo thứ tự ưu tiên của Mobutu.
Một mệnh lệnh thứ ba là mở rộng phạm vi của nhà nước trong các lĩnh vực xã hội và chính trị, một quá trình bắt đầu vào năm 1970 và lên đến đỉnh điểm trong việc thông qua một hiến pháp mới vào năm 1974.  Tuy nhiên, đến năm 1976, nỗ lực này đã bắt đầu tạo ra những mâu thuẫn bên trong của riêng nó, do đó mở đường cho sự phục sinh của một hệ thống đàn áp và tàn bạo Bula Matari ("người phá vỡ đá").

### Thay đổi hiến pháp
Đến năm 1967, Mobutu đã củng cố sự cai trị của mình và tiến hành trao cho đất nước một hiến pháp mới và một đảng duy nhất.  Hiến pháp mới đã được đệ trình lên trưng cầu dân ý vào tháng 6 năm 1967 và được 98% số người bỏ phiếu chấp thuận.  Nó cung cấp rằng các quyền hành pháp được tập trung vào tổng thống, người sẽ là nguyên thủ quốc gia, người đứng đầu chính phủ, tổng tư lệnh các lực lượng vũ trang và cảnh sát, và phụ trách chính sách đối ngoại.
Nhưng sự thay đổi sâu rộng nhất là việc tạo ra Phong trào Cách mạng Nhân dân (Mouvement Populaire de la Révolution - MPR) vào ngày 17 tháng 4 năm 1967, đánh dấu sự xuất hiện của "quốc gia có tổ chức chính trị".  Thay vì các thể chế chính phủ là sự phát ra của nhà nước, nhànước từ nay được định nghĩa là sự phát ra của đảng.  Do đó, vào tháng 10 năm 1967, trách nhiệm của Đảng và hành chính đã được sáp nhập thành một khuôn khổ duy nhất, do đó tự động mở rộng vai trò của đảng đối với tất cả các cơ quan hành chính ở trung ương và cấp tỉnh, cũng như các công đoàn, phong trào thanh niênvà các tổ chức sinh viên.
Ba năm sau khi đổi tên đất nước thành Zaire, Mobutu đã ban hành một hiến pháp mới củng cố quyền lực của mình đối với đất nước. Cứ năm năm một lần (bảy năm sau năm 1978), MPR đã bầu một tổng thống đồng thời được đề cử làm ứng cử viên duy nhất cho tổng thống của nước cộng hòa; Ông đã được xác nhận tại văn phòng thông qua một cuộc trưng cầu dân ý. Theo hệ thống này, Mobutu đã được tái đắc cử vào năm 1977 và 1984 với tỷ lệ lợi nhuận cao không thể tin được, tuyên bố một cuộc bỏ phiếu "có" nhất trí hoặc gần như nhất trí. MPR được định nghĩa là "tổ chức duy nhất" của đất nước, và chủ tịch của nó được trao "khả năng thực thi quyền lực". Cứ 5 năm một lần, một danh sách các ứng cử viên MPR đã được đưa trở lại Quốc hội, với số liệu chính thức cho thấy sự ủng hộ gần như nhất trí. Tất cả các công dân của Zaire tự động trở thành thành viên của MPR khi sinh ra. Đối với tất cả các ý định và mục đích, điều này đã cho phép chủ tịch của MPR - Mobutu - kiểm soát chính trị hoàn toàn đối với đất nước. [trích dẫn cần]

### Mở rộng toàn trị
Dịch khái niệm "quốc gia có tổ chức chính trị" thành hiện thực ngụ ý một sự mở rộng lớn về kiểm soát nhà nước đối với xã hội dân sự.  Điều đó có nghĩa là, để bắt đầu, sự kết hợp của các nhóm thanh niên và các tổ chức công nhân vào ma trận của MPR.  Vào tháng 7 năm 1967, Bộ Chính trị tuyên bố thành lập Thanh niên Phong trào Cách mạng Nhân dân (Jeunesse du Mouvement Populaire de la Révolution -JMPR), sau khi ra mắt một tháng trước đó của Liên minh Công nhân Zairian Quốc gia (Union Nationale des Travailleurs Zaïrois -UNTZA), tập hợp lại thành một khuôn khổ tổ chức duy nhất ba công đoàn có từ trước.
Bề ngoài, mục đích của việc sáp nhập, theo Tuyên ngôn của N'Sele, là chuyển đổi vai trò của các công đoàn từ "chỉ đơn thuần là một lực lượng đối đầu" thành "một cơ quan hỗ trợ cho chính sách của chính phủ", do đó cung cấp "một liên kết truyền thông giữa giai cấp công nhân và nhà nước".  Tương tự như vậy, JMPR đã hoạt động như một liên kết chính giữa dân số sinh viên và tiểu bang.  Trên thực tế, chính phủ đang cố gắng kiểm soát những lĩnh vực mà sự phản đối chế độ có thể tập trung.  Bằng cách bổ nhiệm các nhà lãnh đạo lao động và thanh niên chủ chốt vào Bộ Chính trị MPR, chế độ hy vọng sẽ khai thác các lực lượng syndical và sinh viên vào bộ máy của nhà nước.  Tuy nhiên, như đã được nhiều nhà quan sát chỉ ra, có rất ít bằng chứng cho thấy việc đồng lựa chọn đã thành công trong việc huy động sự ủng hộ cho chế độ vượt quá mức hời hợt nhất. 
Mobutu là chủ tịch của Zaire từ năm 1965 đến năm 1997.
Xu hướng hợp tác lựa chọn các lĩnh vực xã hội quan trọng tiếp tục trong những năm tiếp theo.  Các hiệp hội phụ nữ cuối cùng đã bị đặt dưới sự kiểm soát của đảng, cũng như báo chí,và vào tháng 12 năm 1971 Mobutu đã tiến hành để làm mất quyền lực của các nhà thờ.  Kể từ đó, chỉ có ba nhà thờ được công nhận: Nhà thờ Chúa Kitô ở Zaire (L'Église du Christ au Zaïre), Giáo hội Kimbanguistvà Giáo hội Công giáo La Mã.
Quốc hữu hóa các trường đại học Kinshasa và Kisangani,cùng với sự khăng khăng của Mobutu về việc cấm tất cả các tên Kitô giáo và thành lập các phần JMPR trong tất cả các chủng viện, sớm đưa Giáo hội Công giáo La Mã và nhà nước vào xung đột.  Mãi đến năm 1975, và sau áp lực đáng kể từ Vatican,chế độ mới đồng ý giảm bớt các cuộc tấn công vào Giáo hội Công giáo La Mã và trả lại một phần quyền kiểm soát hệ thống trường học cho Giáo hội.  Trong khi đó, phù hợp với luật tháng 12 năm 1971, cho phép nhà nước giải tán "bất kỳ nhà thờ hoặc giáo phái nào thỏa hiệp hoặc đe dọa thỏa hiệp trật tự công cộng", hàng chục giáo phái tôn giáo không được công nhận đã bị giải tán và các nhà lãnh đạo của họ bị bỏ tù.
Mobutu cũng cẩn thận để đàn áp tất cả các tổ chức có thể huy động lòng trung thành của dân tộc.  A thề sẽ phản đối sắc tộc làm cơ sở cho sự liên kết chính trị, ông đã cấm các hiệp hội dân tộc như Hiệp hội anh em Lulua (Hiệp hội des Lulua Frères), được tổ chức tại Kasai vào năm 1953 để phản ứng với ảnh hưởng chính trị và kinh tế ngày càng tăng ở Kasai của người Lubađối thủ và Liboke lya Bangala (nghĩa đen là "một bó Bangala"), Một hiệp hội được thành lập vào những năm 1950 để đại diện cho lợi ích của người nói Lingala ở các thành phố lớn.  Nó giúp Mobutu rằng liên kết dân tộc của ông đã bị mờ nhạt trong tâm trí công chúng.  Tuy nhiên, khi sự bất mãn nảy sinh, căng thẳng sắc tộc lại nổi lên.

#### Tập trung quyền lực
Chạy song song với nỗ lực của nhà nước trong việc kiểm soát tất cả các nguồn quyền lực tự trị, những cải cách hành chính quan trọng đã được đưa ra vào năm 1967 và 1973 để củng cố bàn tay của chính quyền trung ương ở các tỉnh.  Mục tiêu trung tâm của cải cách năm 1967 là bãi bỏ chính quyền tỉnh và thay thế chúng bằng các chức năng nhà nước do Kinshasabổ nhiệm.  Nguyên tắc tập trung hóa tiếp tục được mở rộng đến các quận và vùng lãnh thổ, mỗi quận do các quản trị viên do chính quyền trung ương chỉ định.
Các đơn vị duy nhất của chính phủ vẫn giữ được một biện pháp tự trị công bằng - nhưng không lâu - là cái gọi là tập thể địa phương, tức là các thủ lĩnh và các lĩnh vực (sau này kết hợp một số lãnh đạo).  Do đó, hệ thống nhà nước đơn nhất, tập trung được luật hóa thành tồn tại có một sự tương đồng nổi bật với tiền đề thuộc địa của nó, ngoại trừ từ tháng 7 năm 1972, các tỉnh được gọi là khu vực.
Với cuộc cải cách tháng 1 năm 1973, một bước tiến lớn khác đã được thực hiện theo hướng tập trung hơn nữa.  Mục đích, về bản chất, là để vận hành một sự hợp nhất hoàn toàn của các hệ thống phân cấp chính trị và hành chính bằng cách biến người đứng đầu mỗi đơn vị hành chính làm chủ tịch của ủy ban đảng địa phương.  Hơn nữa, một hậu quả khác của cải cách là cắt giảm nghiêm trọng quyền lực của chính quyền truyền thống ở cấp địa phương.  Các khiếu nại di truyền đối với chính quyền sẽ không còn được công nhận; thay vào đó, tất cả các tù trưởng phải được nhà nước bổ nhiệm và kiểm soát thông qua hệ thống phân cấp hành chính.  Đến lúc đó, quá trình tập trung hóa về mặt lý thuyết đã loại bỏ tất cả các trung tâm tự trị địa phương từ trước.
Sự tương tự với nhà nước thuộc địa trở nên hấp dẫn hơn khi cùng với việc giới thiệu vào năm 1973 về "công việc dân sự bắt buộc" (địa phương được gọi là Salongo sau thời hạn Lingala cho công việc), dưới hình thức một buổi chiều một tuần lao động bắt buộc trong các dự án nông nghiệp và phát triển.  Chính thức được mô tả là một nỗ lực cách mạng để trở lại các giá trị của chủ nghĩa cộng đồng và tình đoàn kết vốn có trong xã hội truyền thống, Salongo nhằm mục đích huy động dân chúng thực hiện công việc tập thể "với sự nhiệt tình và không ràng buộc".
Trong thực tế, sự thiếu nhiệt tình phổ biến rõ ràng đối với Salongo đã dẫn đến sự kháng cự rộng rãi và kéo chân (khiến nhiều quản trị viên địa phương nhìn theo cách khác).  Mặc dù không tuân thủ có hình phạt từ một tháng đến sáu tháng tù, vào cuối những năm 1970, hầu hết người Zairian trốn tránh nghĩa vụ Salongo của họ.  Bằng cách hồi sinh một trong những đặc điểm phẫn nộ cay đắng nhất của nhà nước thuộc địa, công việc dân sự bắt buộc đã góp phần không nhỏ vào sự xói mòn tính hợp pháp mà nhà nước Mobutist phải chịu đựng.

### Xung đột ngày càng tăng
Năm 1977 và 1978, phiến quân Katangan có trụ sở tại Angola đã phát động hai cuộc xâm lược là Shaba I và Shaba II vào tỉnh Katanga (đổi tên thành "Shaba" vào năm 1972). Phiến quân đã bị đánh đuổi với sự hỗ trợ quân sự từ Khối Phương Tây và Trung Quốc, đặc biệt là từ Câu lạc bộ Safari. [trích dẫn cần]
Trong những năm 1980, Zaire vẫn là một nhà nước độc đảng. Mặc dù Mobutu duy trì quyền kiểm soát thành công trong giai đoạn này, các đảng đối lập, đáng chú ý nhất là Liên minh Dân chủ và Tiến bộ Xã hội (Liên minh pour la Démocratie et le Progrès Social—UDPS), đã hoạt động. Những nỗ lực của Mobutu để dập tắt các nhóm này đã vấp phải sự chỉ trích quốc tế đáng kể. [trích dẫn cần]
Khi Chiến tranh Lạnh kết thúc, áp lực nội bộ và bên ngoài đối với Mobutu tăng lên. Vào cuối năm 1989 và đầu năm 1990, Mobutu đã bị suy yếu bởi một loạt các cuộc biểu tình trong nước, bởi những lời chỉ trích quốc tế tăng cao về các hoạt động nhân quyền của chế độ, bởi một nền kinh tế đang chững lại và tham nhũng của chính phủ, đáng chú ý nhất là sự tham ô lớn của ông đối với các quỹ của chính phủ để sử dụng cá nhân. [trích dẫn cần] Vào tháng 6 năm 1989, Mobutu đã đến thăm Washington, D.C.,nơi ông là nguyên thủ quốc gia châu Phi đầu tiên được mời tham dự một cuộc họp nhà nước với Tổng thống Hoa Kỳ mới đắc cử George H. W. Bush.
Vào tháng 5 năm 1990, Mobutu đồng ý với nguyên tắc của một hệ thống đa đảng với các cuộc bầu cử và hiến pháp. Khi chi tiết về một gói cải cách bị trì hoãn, các binh sĩ bắt đầu cướp bóc Kinshasa vào tháng 9 năm 1991 để phản đối tiền lương chưa thanh toán của họ. Hai ngàn binh sĩ Pháp và Bỉ, một số người trong số họ đã bay trên máy bay của Không quân Hoa Kỳ, đã đến để sơ tán 20.000 công dân nước ngoài đang bị đe dọa ở Kinshasa. [trích dẫn cần]
Năm 1992, sau những nỗ lực tương tự trước đó, Hội nghị Quốc gia Có chủ quyền đã được tổ chức từ lâu, bao gồm hơn 2.000 đại diện từ các đảng chính trị khác nhau. Hội nghị đã tự trao cho mình một nhiệm vụ lập pháp và bầu Đức Tổng Giám mục Laurent Monsengwo Pasinya làm chủ tịch, cùng với Étienne Tshisekedi wa Mulumba,lãnh đạo UDPS, làm thủ tướng. Đến cuối năm, Mobutu đã tạo ra một chính phủ đối thủ với thủ tướng của riêng mình. Sự bế tắc tiếp theo đã tạo ra một sự sáp nhập thỏa hiệp của hai chính phủ vào Hội đồng Cao cấp Cộng hòa- Quốc hội Chuyển tiếp (HCR-PT) vào năm 1994, với Mobutu là nguyên thủ quốc gia và Kengo wa Dondo làm thủ tướng. Mặc dù các cuộc bầu cử tổng thống và lập pháp đã được lên kế hoạch nhiều lần trong 2 năm tới, nhưng chúng không bao giờ diễn ra. [trích dẫn cần]

### Chiến tranh Congo và sự sụp đổ đầu tiên
Đến năm 1996, căng thẳng từ cuộc nội chiến Rwanda láng giềng và nạn diệt chủng đã lan sang Zaire (xem Lịch sử Rwanda). Lực lượng dân quân Hutu Rwanda(Interahamwe),những người đã chạy trốn khỏi Rwanda sau khi chính phủ do RPF lãnh đạo, đã sử dụng các trại tị nạn Hutu ở phía đông Zaire làm căn cứ để xâm nhập vào Rwanda. Các lực lượng dân quân Hutu này đã sớm liên minh với các lực lượng vũ trang Zairian (FAZ) để phát động một chiến dịch chống lại người Tutsi của Congo ở miền đông Zaire, được gọi là Banyamulenge. Đổi lại, những người Tutsi Zairian này đã thành lập một lực lượng dân quân để tự vệ chống lại các cuộc tấn công. Khi chính phủ Zairian bắt đầu leo thang các vụ thảm sát vào tháng 11 năm 1996, dân quân Tutsi đã nổ ra trong cuộc nổi dậy chống lại Mobutu, bắt đầu cái được gọi là Chiến tranh Congo lần thứ nhất. [trích dẫn cần]
Lực lượng dân quân Tutsi sớm được tham gia bởi các nhóm đối lập khác nhau và được hỗ trợ bởi một số quốc gia, bao gồm Rwanda và Uganda. Liên minh này, do Laurent-Désiré Kabilalãnh đạo, được gọi là Liên minh des Forces Démocratiques pour la Libération du Congo-Zaïre(AFDL). AFDL, hiện đang tìm kiếm mục tiêu rộng lớn hơn là lật đổ Mobutu, đã đạt được những thành tựu quân sự đáng kể vào đầu năm 1997, và đến giữa năm 1997 đã gần như tràn ngập hoàn toàn đất nước. Điều duy nhất dường như làm chậm lực lượng AFDL là cơ sở hạ tầng xiêu vẹo của đất nước; Đường đất và cảng sông được sử dụng bất thường đều kết nối một số khu vực với thế giới bên ngoài. Sau các cuộc đàm phán hòa bình thất bại giữa Mobutu và Kabila, Mobutu chạy trốn lưu vong ở Morocco vào ngày 17 tháng 5. Kabila tự xưng là tổng thống, củng cố quyền lực xung quanh mình và AFDL, và diễu hành mà không bị cản trở vào Kinshasa ba ngày sau đó. Vào ngày 21 tháng 5, Kabila chính thức đưa tên của đất nước trở lại Cộng hòa Dân chủ Congo.